# Saiwa-Swamp-Nationalpark
Der Saiwa-Swamp-Nationalpark (engl. swamp „Moor“) liegt etwa 20 km nordöstlich von Kitale im Trans-Nzoia County in Kenia und ist mit einer Fläche von etwa drei Quadratkilometern der kleinste Nationalpark des Landes.
Er wurde zum Schutz der Sumpfantilope (Tragelaphus spekii) errichtet. Außerdem leben dort mehr als 370 Vogelarten, Affen, Stachelschweine, Fischotter, Schlangen und Fische. Er schließt das an einem kleinen Fluss liegende Sumpfgebiet sowie Teile des umgebenden Regenwaldes ein.
Während der Kolonialzeit war der Park Teil einer Farm und gehörte dann nach der Unabhängigkeit Kenias – nachdem das Land neu verteilt wurde – einer Gruppe von Naturschützern, die es ab 1973 zunächst zu einem Vogelschutzgebiet erklärten. 1974 wurde der Park dann zu einem Nationalpark.